# Beutelstand

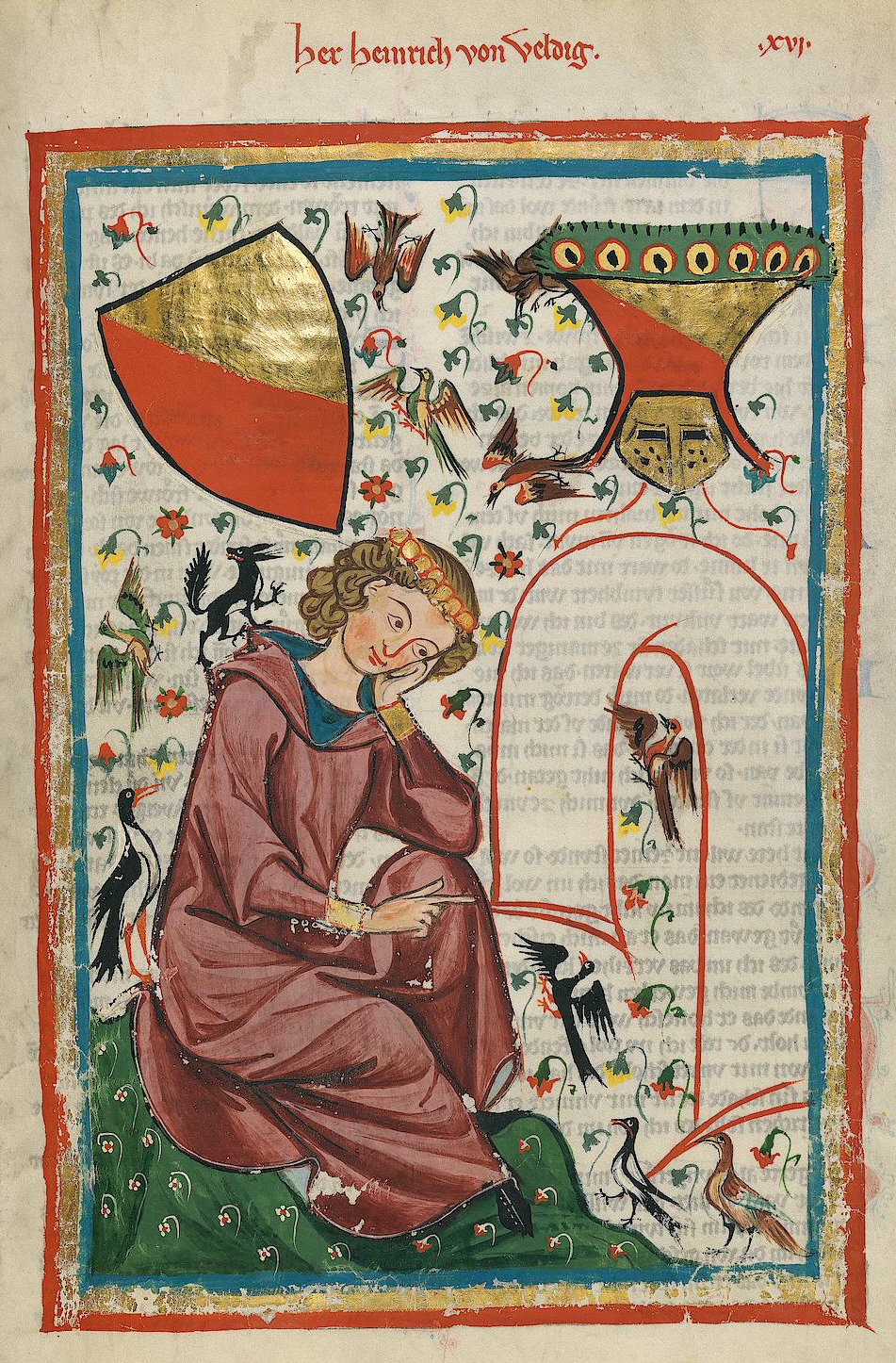
Beutelstand (Codex Manesse Heinrich von Veldeke)

Die Bezeichnung Beutelstand hat in der Heraldik zwei Bedeutungen.
Einmal wird eine beutelförmige  hohe Haube  mit Quasten so bezeichnet, die ohne Helmwulst auf den Wappenhelm aufgesetzt (gestülpt) wird und  eine zusätzliche Abbildungsfläche für Wappenfiguren, ähnlich dem Schirmbrett, bildet. Dieses Hilfskleinod ist seit dem 16. Jahrhundert seltener geworden und bestand aus bemalten Leder oder Stoff.
Das andere Mal wird eine Narrenkappe mit diesem Ausdruck belegt. Hier wird allgemein eine doppelzipflige Mütze mit  kleinen Schellen an den Spitzen bezeichnet. Dieser Begriff ist in der älteren heraldischen Literatur verbreitet. Diese Narrenkappe kann im Oberwappen ebenso wie im Wappenschild auftreten.
Im Codex Manesse sind mehrere Bilder mit diesem Helmkleinod: Kirchberg 24r, Kristan von Hamin71v,  Kristan von Lippin 226v., Brunwart von Augheim 258v und Marner 349r.